# Classe 1 500 tonnes
Vous lisez un « article de qualité » labellisé en 2012.
Ne doit pas être confondu avec Classe Le Redoutable.
Les sous-marins de première classe dits 1 500 tonnes constituaient une série de 31 sous-marins océaniques à propulsion classique construits en France entre 1924 et 1937 pour la Marine nationale et ayant servi durant la Seconde Guerre mondiale. Ils étaient désignés « sous-marins de grande croisière » par la Marine nationale, et parfois appelés classe Redoutable, du nom du sous-marin tête de série. Les 1 500 tonnes sont divisés en deux séries assez homogènes, les types M5 (Redoutable) et les types M6 (Pascal).
Sous-marins modernes lors de leur conception, ils se retrouvent dépassés dès le début de la Seconde Guerre mondiale, n'ayant pu être modernisés en raison des conditions d'armistice imposées à la marine du gouvernement de Vichy. Ainsi, 24 des 29 unités engagées seront perdues pendant le conflit.
Après avoir protégé l'empire colonial français au service du Régime de Vichy contre les offensives britanniques à Dakar, Libreville ou Madagascar au prix de lourdes pertes, les 1 500 tonnes rejoignent le camp allié après le débarquement en Afrique du Nord.
Dans ce contexte, hormis le Casabianca, qui se rendra célèbre lors des opérations liées à la libération de la Corse, ces sous-marins participent peu au reste du conflit, notamment en raison des importantes refontes effectuées aux États-Unis entre février 1943 et mars 1945. Devenus unités d'entraînement, les derniers sous-marins de 1 500 tonnes sont désarmés en 1952.

## Développement

### Contexte

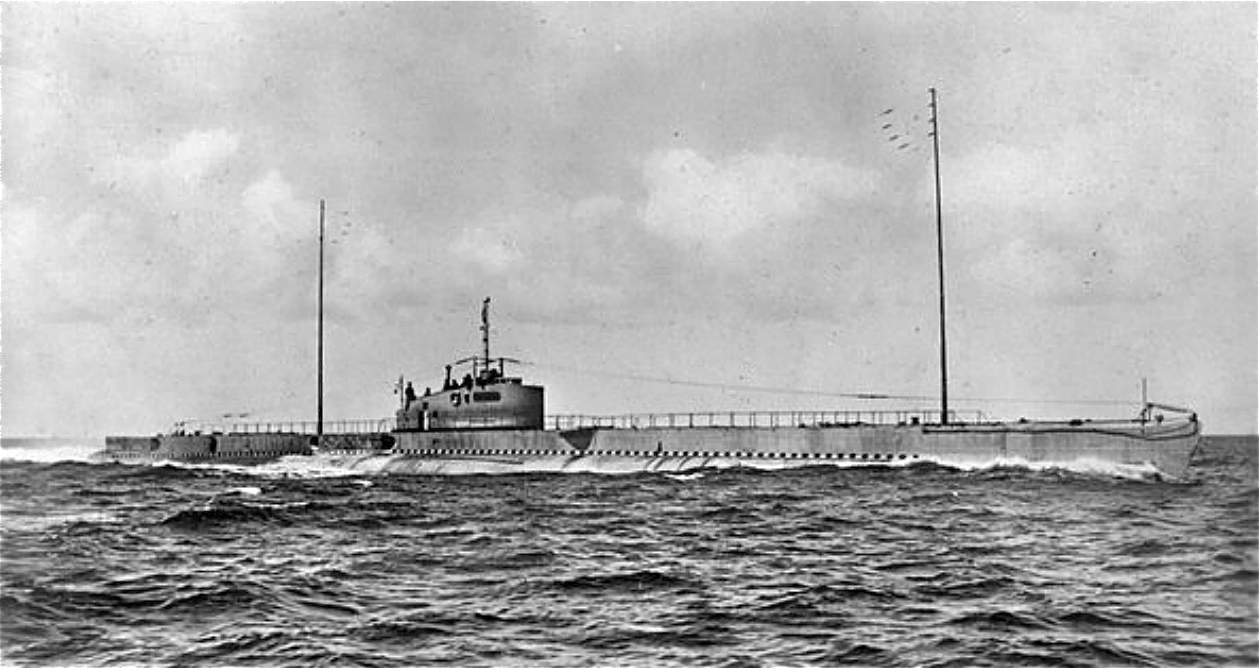
Le Prométhée aux essais peu avant son naufrage en 1932 avec ses mats de TSF hissés. Le canon de 100 mm n'est pas encore embarqué.

À l'issue de la Première Guerre mondiale, en partie causée par la course aux armements navals, le traité naval de Washington de 1922 impose aux puissances une limitation du nombre et de la taille de leurs navires de ligne. Dès lors, la France a vu dans les forces sous-marines – exclues de ces limitations – un outil essentiel de la défense de ses côtes et de son empire colonial. Elle développe ainsi la classe Requin de 1 100 tonnes à partir de 1922 mais leur vitesse, notamment, est insuffisante et, d'une manière générale, ils ne valent pas les derniers sous-marins allemands lancés avant 1918.
Afin de donner un successeur aux Requin, la Marine nationale commande à l'ingénieur général du génie maritime Léon Roquebert la conception d'un type de sous-marins dits de grande croisière. Leur rôle est de détruire les communications adverses en attaquant leurs navires, protéger les colonies et surveiller les bases adverses. Ils agissent en éclaireurs de l'escadre de surface à laquelle ils appartiennent pleinement. Le Conseil supérieur de la Marine nationale adopte le 1er juillet 1924 le projet M5 (Redoutable et Vengeur), amélioré un an plus tard avec le projet M6 (Pascal et suivants). La principale différence entre les deux projets est l'existence sur les M5 d'un groupe électrogène supprimé sur les M6, les batteries se rechargeant par l'utilisation des moteurs Diesel en surface. Ces sous-marins constituent l'élite de la flotte sous-marine française, avec le croiseur sous-marin Surcouf.

### Caractéristiques
Longs de 92,30 mètres et larges de 8,10, ils ont un tirant d'eau de 4,40 mètres et peuvent plonger jusqu'à 80 mètres, bien que plusieurs unités comme l'Archimède aient atteint la profondeur de 120 mètres. Ils déplacent en surface 1 572 tonnes et en plongée 2 082 tonnes. Propulsés en surface par deux moteurs Diesel d'une puissance totale de 4 000 chevaux (type Redoutable), 6 000 chevaux (type Pascal) et 8 000 chevaux (pour l'Agosta et suivants), leur vitesse maximum est de 18,6 nœuds. Ces moteurs sont construits par le constructeur suisse Sulzer, à l'exception de ceux des Pasteur, Poncelet, Archimède, Achille, Ajax, Argo, Prométhée, Persée et Le Centaure qui sont propulsés par des moteurs Schneider et Cie. En plongée, la propulsion électrique Alsthom de 2 250 chevaux leur permet d'atteindre 10 nœuds.
Appelés aussi « sous-marins de grandes croisières », leur rayon d'action en surface est de 10 000 nautiques à 10 nœuds et 14 000 nautiques à 7 nœuds et en plongée de 100 nautiques à 5 nœuds. Les communications radios sont assurées au moyen de deux systèmes d'antennes : une antenne basse, allant de l'avant à l'arrière en passant par l'abri de navigation, et une antenne haute, hissée entre deux mats télescopiques.
D'une conception avancée, les 1 500 tonnes possèdent une importante puissance de feu. Ils sont équipés de onze tubes lance-torpilles : quatre fixes d'étrave 550 mm, une plateforme triple orientable de 550 mm sur l'arrière du kiosque et une autre plateforme orientable quadruple sur l'arrière du sous-marin comprenant deux de 550 mm et deux de 400 mm. Les torpilles de 550 mm étaient destinées à être tirées sur des gros navires, celles de 400 mm sur de plus petits bateaux. Les torpilles utilisées sont propulsées par air comprimé jusqu'à 44 nœuds, avec un déclenchement à l'impact. Elles laissent un sillage de gaz à la surface, ce qui permet à la cible de les éviter d'une part et aux escorteurs de localiser le sous-marin d'autre part. L'artillerie se compose d'un canon de 100 mm, sur le pont devant le kiosque et d'une mitrailleuse double antiaérienne Hotchkiss de 13,2 mm sur l'arrière de l'abri de navigation.
Ils ont une prise de plongée rapide, de l'ordre de 30 à 40 secondes. Ils ont la réputation de très bien étaler à la mer, tant en surface qu'en plongée. Les moteurs – Diesel et électriques – sont assez bruyants, de même que les barres de plongée, et constituent la principale faiblesse de ces sous-marins, en dépit de leur fiabilité. La vitesse et la puissance de l'armement sont privilégiés au détriment de la détection, qui se fait essentiellement à la vue. Ils sont équipés de trois périscopes – un périscope d'attaque, un périscope de veille et un périscope de secours – et d'un groupe d'hydrophones pour les écoutes sous-marines. Leur habitabilité est médiocre, les marins pratiquant "la couchette chaude" (2 couchettes pour 3); les espaces pour entreposer les vivres frais et la ventilation sont insuffisants.

Plan d'aménagement d'un sous-marin de 1500 tonnes.

## Histoire

### Constructions et premières années

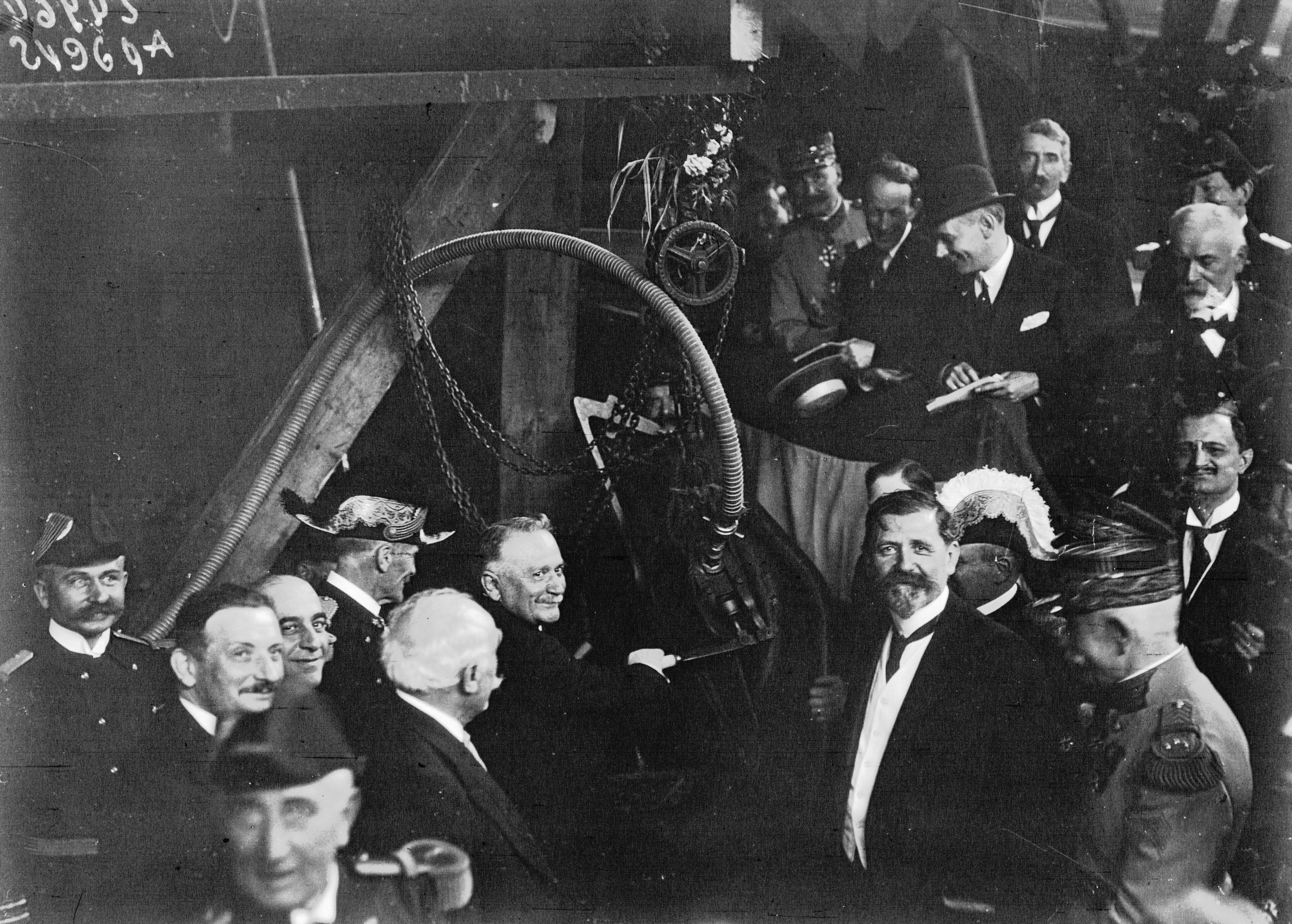
Le président de la République Gaston Doumergue posant le premier rivet du Redoutable le 17 juillet 1925, à Cherbourg.

L'important programme de construction a rendu nécessaire l'utilisation de chantiers navals privés, comme les chantiers de la Loire ou de Caen, en plus des arsenaux. Les commandes se sont étalées en six tranches annuelles, chacune bénéficiant de légères améliorations techniques par rapport à la précédente. Cela n'empêche pas un retard dans la livraison allant jusqu'à deux ans pour certains navires et engendre quelques disparités et une absence de standardisation qui auront des conséquences sur l'entretien des sous-marins, particulièrement pendant la Seconde Guerre mondiale. Mis en chantier le 1er juillet 1925, le premier sous-marin, le Redoutable, est lancé le 24 février 1928 et mis en service le 10 juillet 1931. Le 31e et dernier de la série, le Casabianca, entre en service le 1er janvier 1937. Ouessant et Sidi-Ferruch sont les derniers à entrer en service, le 1er janvier 1939, en raison des retards accumulés à Cherbourg.
Au cours des années 1930, les Pascal connaissent quelques modifications substantielles, notamment dans l'abri de navigation. Les bâtiments en carénages en 1939 se voient notamment attribuer un système d'écoute sous-marine plus puissant, le G16, qui reste toutefois moins efficace que les hydrophones allemands. Les mâts télescopiques commencent à être retirés à partir de 1937 sur certaines unités, comme l'Archimède, et le périscope de secours a été remplacé sur toutes les unités par une antenne hissable, qui permet les communications sous-marines. Le détail des activités des sous-marins avant le début du conflit est difficile à connaître en raison de la destruction d'une partie des archives. Ils effectuent des traversées d'entraînement, de représentation et de protection dans les Antilles, le long de la côte africaine ou en Indochine. Deux naufrages ont touché la flotte sous-marine française avant l'entrée en guerre : le Prométhée a sombré lors de ses essais au large du cap Lévi le 7 juillet 1932 et le Phénix a coulé le 15 juin 1939 en Indochine.

### Seconde Guerre mondiale

#### Premiers combats

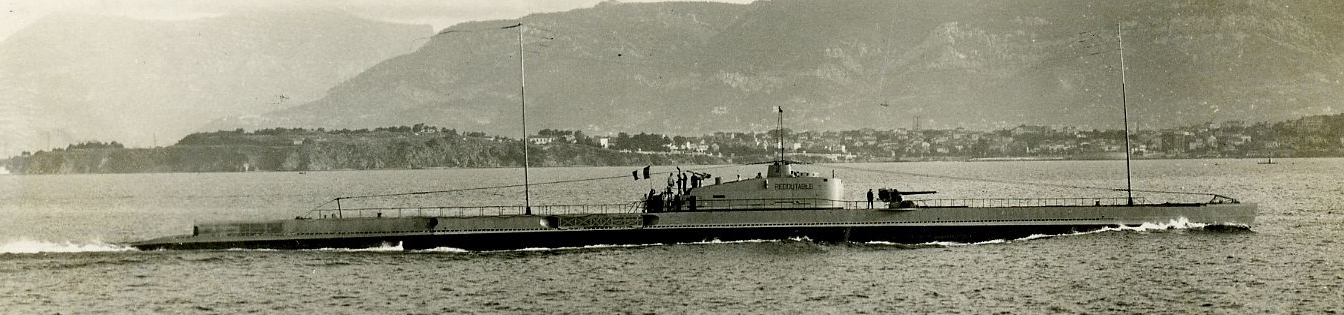
Le Redoutable, tête de série.

Au début de la Seconde Guerre mondiale, tous les Pascal (M6) sont répartis au sein de la 1re escadre à Brest et de la 2e escadre à Toulon. Leur rôle est d'accompagner et d'escorter leur escadre, attaquer les bâtiments de guerre ennemis, arraisonner les cargos adverses et protéger les lignes de communications franco-britanniques. Les deux Redoutable sont basés à Cherbourg. Conçus dans les années 1920, ils restent de bons navires mais apparaissent déjà fatigués. Ils sont vulnérables en cas d'attaques : leurs barres de plongée sont sensibles au grenadage, la profondeur maximale de plongée est limitée et devient insuffisante pendant le conflit, et leurs systèmes d'écoute sont trop faibles. Ils forment alors 40 % de la flotte sous-marine française, composée d'un total de 77 navires.
Entre septembre 1939 et juin 1940, les sous-marins français patrouillent dans la mer du Nord et en Atlantique, notamment devant les ports neutres d'Espagne, des Canaries et des Açores, où s'est réfugiée une partie de la flotte de commerce allemande, suspectée de servir de ravitailleurs aux U-Boote allemands. À la différence des Allemands, les officiers français ont pour instruction de respecter les termes de la conférence de Londres de 1930 : les sous-marins doivent manifester leur présence aux navires de commerce avant une attaque, celle-ci ne pouvant se produire que lorsque l'équipage est conduit en lieu sûr ; tout cela réduisant l'efficacité de l'arme sous-marine. Le Redoutable repère dans la nuit du 1er novembre un cargo qui navigue tous feux éteints. Le cargo refusant de s'arrêter conformément aux sommations du sous-marin, celui-ci tire des coups de semonce avec son canon de 100 mm, auxquels le cargo répond par d'autres tirs en direction du sous-marin. À cet instant, le Redoutable capte un message du cargo britannique Egba qui signale être attaqué par un U-Boot ; le sous-marin français, comprenant qu'il a affaire à un allié, cesse le feu et se retire. En décembre 1939, le Fresnel, l'Achéron, le Redoutable et Le Héros sont envoyés à la recherche du pétrolier allemand Altmark (10 000 tonneaux), ravitailleur du cuirassé de poche Admiral Graf Spee, au centre de l'Atlantique. Le pétrolier, transportant les prisonniers des navires attaqués par le cuirassé de poche, parvient à leur échapper et à regagner la Norvège. Pendant l'hiver 1939-1940, les Achille, Casabianca, Pasteur et Sfax escortent trois convois de cargos alliés depuis Halifax jusqu'en Grande-Bretagne. Ils sont relevés en février par le Bévéziers et le Sidi-Ferruch puis, en avril, par l'Archimède et l'Ajax.

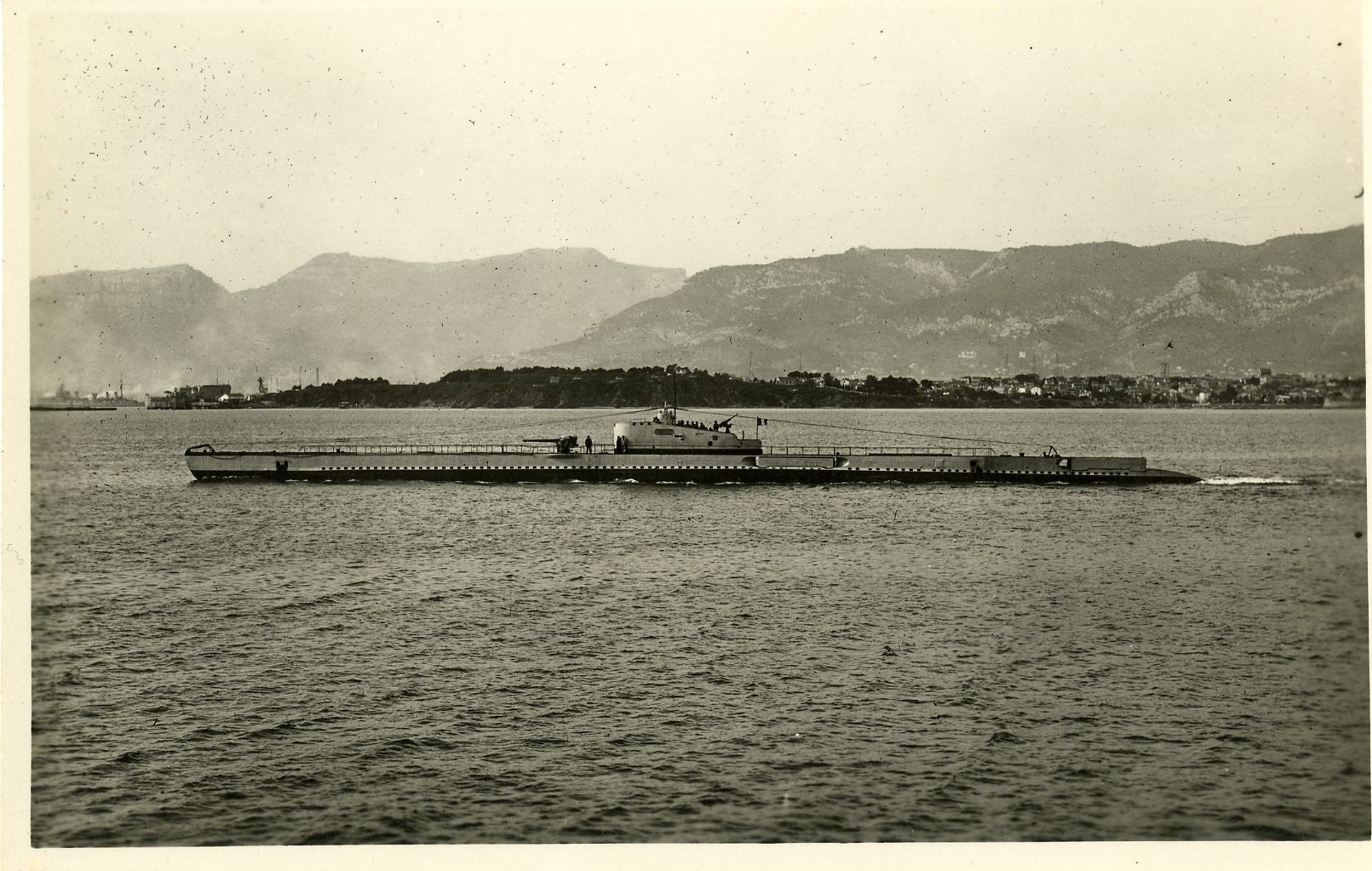
Un 1500 tonnes dans la rade de Toulon.

L'Italie déclare la guerre à la France le 10 juin 1940. Le Fresnel, Le Tonnant, le Redoutable et le Vengeur patrouillent le long de la côte tunisienne pour prévenir un débarquement italien, pendant que Le Centaure et le Pascal surveillent le sud de la Sardaigne. L'Archimède participe à l'opération Vado contre les ports de la côte ligure. Avec l'avancée allemande en juin, les ports de Cherbourg puis de Brest sont évacués, principalement vers Casablanca et Dakar. Le 18 juin, l'Agosta, l'Achille, l'Ouessant et le Pasteur se sabordent dans le port de Brest, ne pouvant appareiller.
Lorsque l'armistice est signé 22 juin 1940, les vingt-neuf 1 500 tonnes n'ont coulé aucun navire allemand ou italien. Seul le Poncelet est parvenu à arraisonner le cargo Chemnitz et à le conduire à Casablanca. La raison de cet insuccès est l'utilisation des 1 500 tonnes comme escorteurs ou éclaireurs d'escadre, plutôt que comme chasseurs, le respect de la convention de Londres et la défaillance du matériel (avaries de barres de plongée notamment),.

#### Les1 500 tonnesde Vichy

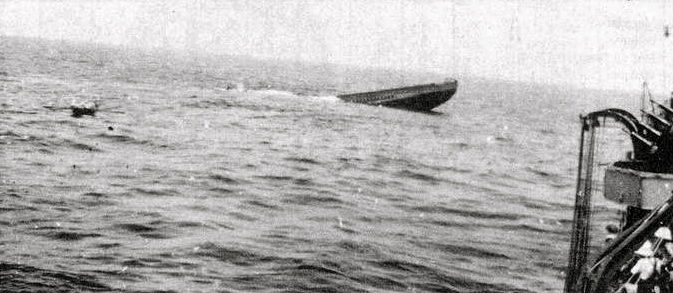
L'Ajax coule après son sabordage. Un canot du HMS Fortune recueille les naufragés.

Les conditions de l'armistice prévoyaient le retour des bâtiments dans leur port d'origine en vue d'un désarmement mais l'attaque britannique de Mers el-Kébir le 3 juillet a contraint les Allemands à annuler cette disposition. La flotte française perd deux 1 500 tonnes lors de la bataille de Dakar les 23 et 24 septembre ; le 23, le Persée est coulé par deux destroyers britanniques après avoir lancé une torpille sur le HMS Inglefield sans l'atteindre ; le 24 septembre, l'Ajax est grenadé par plusieurs destroyers qui escortent l'escadre britannique et se saborde après l'évacuation de l'équipage. Dans les deux cas, les équipages sont repêchés par les Britanniques. Le 25, le Bévéziers sous les ordres du capitaine de corvette Lancelot attaque et endommage le HMS Resolution, qui reste hors de combat pendant près de neuf mois.
Le 28 octobre, les nouvelles forces navales françaises sont constituées, suivant les instructions des commissions d'armistice allemande et italienne. Seuls la 2e division sous-marine (Casabianca, Sfax, Bévéziers et Sidi-Ferruch) basée à Casablanca et les quatre sous-marins envoyés à Madagascar (Vengeur, L'Espoir, Monge et Pégase) restent armés. Tous les autres 1 500 tonnes doivent être placés en gardiennage à Toulon. Les sous-marins armés sont relevés tour à tour par paire par des unités en gardiennage, afin de subir les réparations nécessaires. Les commissions d'armistice interdisent toute amélioration des sous-marins lors des carénages. Les pièces défectueuses sont remplacées mais les unités ne peuvent recevoir l'installation de nouveaux dispositifs qui accroîtraient leur valeur militaire.

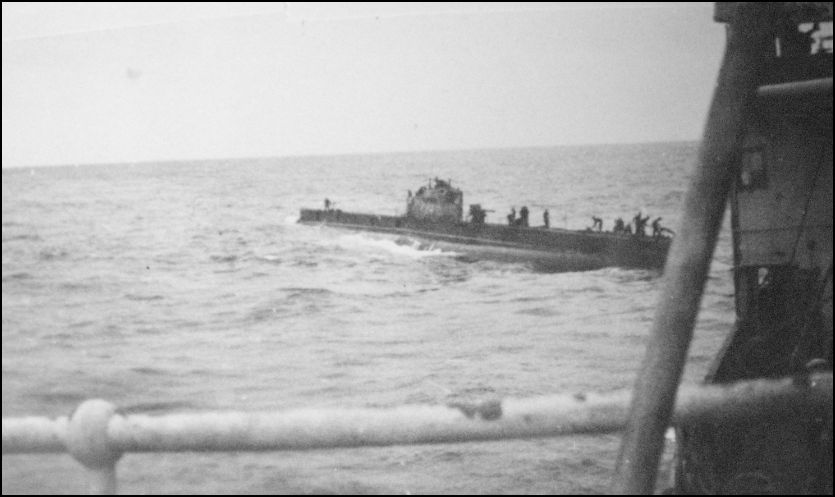
Le Glorieux ravitaillé par le croiseur auxiliaire Quercy en 1942.

Le Poncelet est coulé le 7 novembre 1940 lors de la bataille de Libreville par un sloop britannique. Il lance une torpille sur le HMS Milford qui l'évite puis le grenade. Sévèrement touché, le Poncelet fait surface et son équipage évacue. Le commandant Bertrand de Saussine du Pont de Gault préfère rester à bord et coule avec son navire. Après les attaques de Mers el-Kébir, Dakar et Libreville, les 1 500 tonnes sont redéployés à Toulon, Casablanca, Dakar, Djibouti, Madagascar et en Indochine pour défendre les colonies. Le Sfax est coulé par erreur par le sous-marin allemand U-37 avec le ravitailleur Rhône le 19 décembre, alors qu'ils allaient renforcer la flotte basée à Dakar.
En octobre 1941, un convoi de quatre cargos français en route vers Dakar est arraisonné par les Britanniques. En représailles, les Français envoient Le Glorieux et Le Héros attaquer le commerce britannique sur la côte sud-africaine. Le 15 novembre, Le Glorieux attaque sans succès un cargo devant Port Elizabeth. Deux jours plus tard, Le Héros coule le cargo Thode Fagelund (5 750 tonneaux) au large d'East London.
Le 31 juillet 1941, les Japonais envahissent l'Indochine où ils saisissent le Pégase à son retour de mission. Le sous-marin est immobilisé puis mis en disponibilité en 1943. Craignant une attaque japonaise sur Madagascar, qui compromettrait la sécurité et le ravitaillement de l'Inde, les Britanniques mènent une action sur Diego-Suarez, la principale base française de l'île, à partir du 5 mai 1942. Au cours de l'attaque, trois 1 500 tonnes sont coulés : le Bévéziers et Le Héros par des Swordfish, et le Monge. Celui-ci, après avoir tiré une torpille sur le porte-avions HMS Indomitable (classe Illustrious), est repéré et grenadé par trois destroyers et disparaît corps et biens.

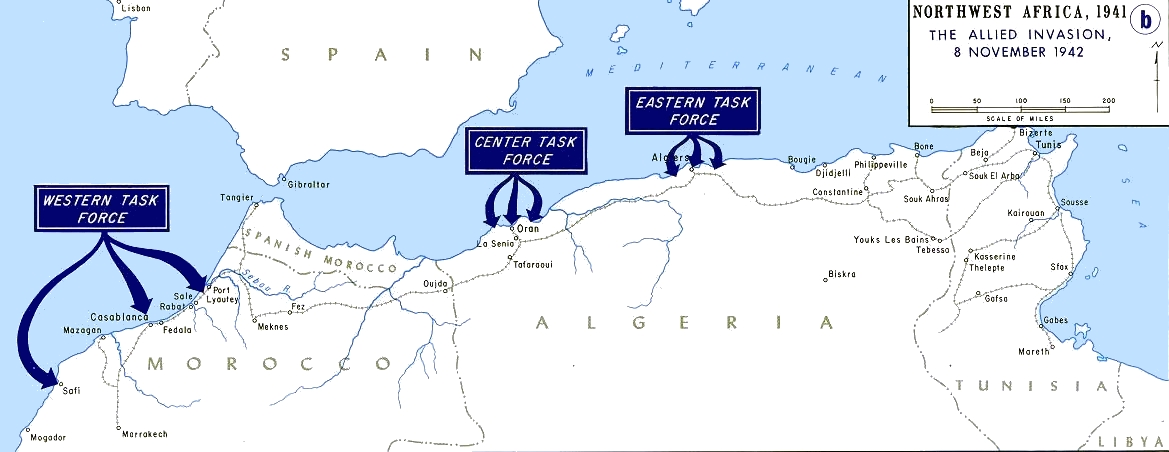
Carte des opérations de débarquement alliées en Afrique du Nord, le 8 novembre 1942.

La flotte subit des pertes importantes à l'automne 1942 à l'occasion de l'opération Torch et du sabordage de Toulon. En un mois, onze navires sont perdus, coulés ou sabordés, auxquels il faut ajouter les trois sous-marins coulés lors de la bataille de Madagascar en mai 1942. Le matin du 8 novembre, les forces françaises en Afrique du Nord sont surprises par l'attaque anglo-américaine. À Casablanca, les Tonnant, Conquérant et Sidi-Ferruch gagnent le large sous les bombes des avions américains, qui tuent le lieutenant de vaisseau Paumier, commandant du Tonnant, et blessent le capitaine de corvette Laroze, commandant du Sidi-Ferruch. Le 9 novembre, Le Tonnant lance ses dernières torpilles sur le porte-avions USS Ranger qui réussit à les éviter. Ayant reçu l'ordre de regagner Toulon, il se rend compte qu'il ne peut l'exécuter et se saborde devant le port de Cadix après avoir débarqué son équipage. Malgré le cessez-le-feu proclamé le 11 novembre, les Conquérant et Sidi-Ferruch sont coulés par des avions américains le 13 novembre. À Oran, les sous-marins Actéon et Fresnel appareillent dès l'alerte donnée, dans la nuit du 8 novembre. L'Actéon est coulé corps et biens quelques heures plus tard par les grenades du destroyer britannique HMS Wescott. Le Fresnel attaque le croiseur HMS Jamaica (C44), qui parvient à échapper aux torpilles. Repéré et grenadé pendant trois jours, il réussit à déjouer la surveillance adverse et rallie Toulon le 13 novembre.

Disposition des bâtiments de la flotte française dans le port de Toulon, avant son sabordage.

À Toulon, la flotte française attend son sort dans l'incertitude. Le 9 novembre, Casabianca, Redoutable, Le Glorieux, Pascal et Henri Poincaré obtiennent des commissions d'armistice allemande et italienne l'autorisation de se réarmer. Le 11 novembre, les Allemands pénètrent en zone libre. Les marins sont partagés entre leur fidélité à leur serment envers le maréchal Pétain et leur désir de rejoindre les Alliés en Algérie. Les amiraux Marquis, préfet maritime de Toulon, et de Laborde, commandant en chef des forces de haute mer, ordonnent la mise en état de défense de Toulon contre une agression anglo-américaine, ayant l'assurance des Allemands que Toulon ne serait pas occupée. Dans le même temps, ils prennent les dispositions nécessaires en vue d'un sabordage général de la flotte, afin qu'elle ne tombe dans aucune main étrangère, ce conformément à un ordre secret de l'amiral Darlan du 24 juin 1940. Vers 4 h 30, le matin du 27 novembre, les Allemands se présentent devant les portes de l'arsenal, dans le but de s'emparer de la flotte française. L'alerte est aussitôt donnée et l'amiral de Laborde ordonne le sabordage immédiat de l'ensemble des navires présents à Toulon. Neuf 1 500 tonnes sont alors à Toulon : le Fresnel, rescapé d'Oran, est à quai dans la darse de Missiessy, l'Achéron, le Vengeur et L'Espoir sont en cales sèches et le Casabianca, Le Glorieux, le Redoutable, le Henri Poincaré et le Pascal sont à flot dans la darse nord du Mourillon. Les trois derniers sont indisponibles et seuls Le Glorieux et le Casabianca avaient déjà embarqué leurs nouvelles batteries et leurs vivres, ainsi que le plein de carburant. Dès les premiers coups de feu, les commandants des Glorieux et Casabianca larguent les amarres et dirigent leurs navires vers la sortie du port sur les moteurs électriques, accompagnés par les sous-marins de 600 tonnes Vénus et Iris (classe Minerve) et du Marsouin (classe Requin), sous les tirs allemands. N'ayant pu prendre la mer, le Redoutable, le Henri Poincaré, le Pascal et le Fresnel sont sabordés par l'ouverture générale des purges et des panneaux. L'Achéron, le Vengeur et L'Espoir sont noyés lors du remplissage de leurs bassins. Ils sont par la suite démantelés et mis à la ferraille à Toulon ou dans le port italien de La Spezia, ou bien utilisés comme flotteur.
Déjà échappé de Brest le 17 juin 1940, le commandant du Casabianca hésite entre se saborder en eaux profondes ou rejoindre un port allié pour continuer le combat. Finalement il rallie Alger où il accoste le 30 novembre pour poursuivre la guerre avec les forces alliées. Quant au Glorieux, il arrive à Oran le même jour après une brève escale à Valence.

#### Au service des Alliés

Profil d'un 1500 tonnes (état d'origine).

À la fin de 1942, les six derniers sous-marins de grande patrouille – Archimède, Argo, Casabianca, Le Centaure, Le Glorieux et Protée – sont en Afrique. Le Protée, en garde avec la force X par la flotte britannique dans le port d'Alexandrie depuis l'armistice de 1940, rallie la flotte française en juin 1943. Les sous-marins d'Afrique sont affectés à la 8e flottille sous-marine britannique puis, à partir de novembre 1943, à la 10e flottille. Le Pégase est stationné à Saïgon où il est mis en disponibilité par les Japonais puis désarmé le 1er janvier 1944.

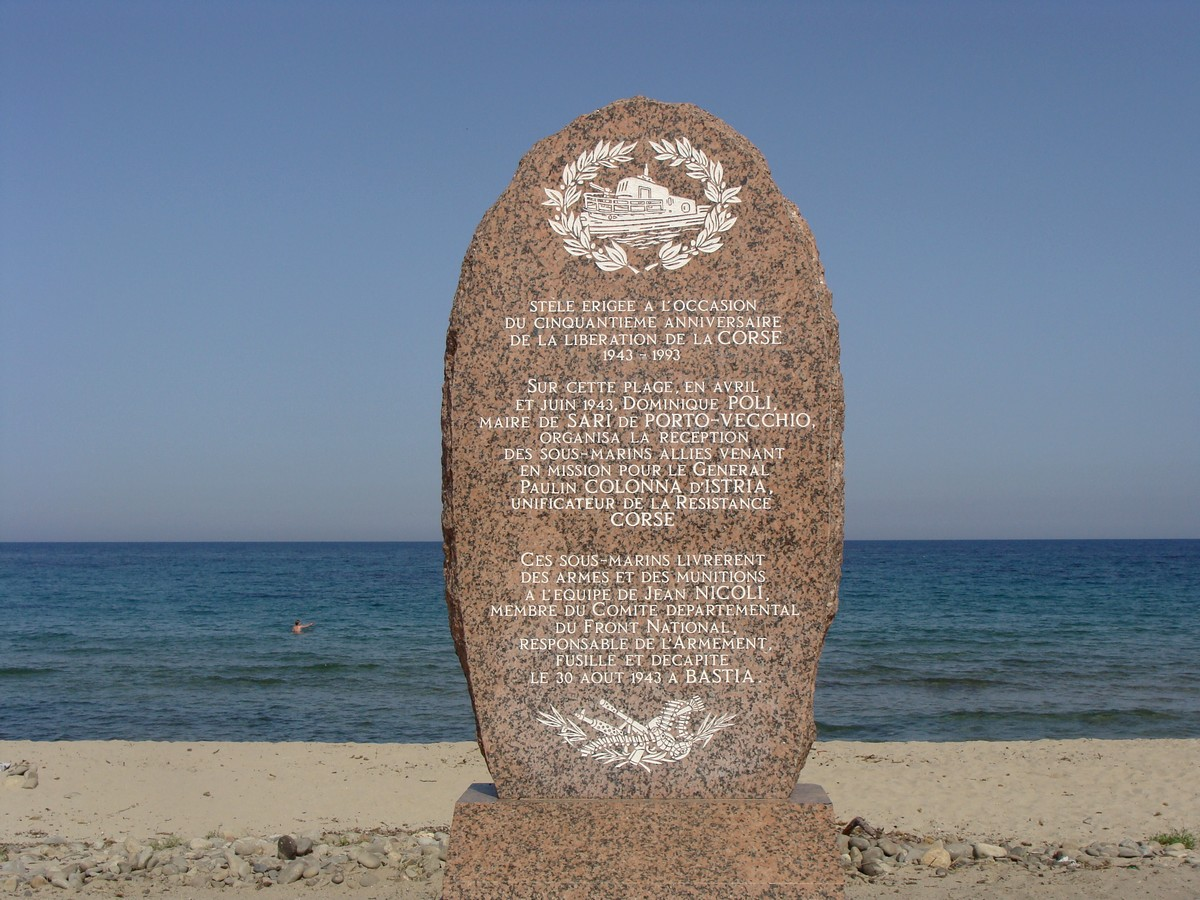
Stèle commémorant l'action des sous-marins français dans la libération de la Corse.

En raison de leur vétusté, les sous-marins français sont principalement utilisés par les Alliés pour des missions de renseignement et de débarquement ou d'embarquement d'agents et de matériel. Le Casabianca est le seul 1 500 tonnes opérationnel pendant une grande partie de 1943. Il effectue, entre décembre 1942 et septembre 1943, sept missions de ce type, principalement en Corse, participant activement à la libération de l'île. Le 1er juillet 1943, il débarque le chef de la résistance corse Paulin Colonna d'Istria avec 13 tonnes de matériel sur la plage de Saleccia. Le 13 septembre, il dépose à Ajaccio les 109 hommes du 1er bataillon de choc et leur matériel. En juin et juillet, il attaque à plusieurs reprises le cargo Champagne (10 000 tonneaux) à la torpille, sans succès. Le Protée rejoint Alger en novembre, après avoir effectué un carénage à Oran. Au cours de sa première mission, il attaque à la torpille un cargo allemand, sans pouvoir le couler. Il heurte une mine devant Marseille entre le 18 et le 25 décembre et sombre avec son équipage. La Marine française a longtemps cru que le naufrage du Protée était la conséquence d'un combat en surface avec des navires allemands. Mais une plongée sur l'épave effectuée par Henri Delauze à bord du Remora 2000 en 1995 a confirmé la thèse avancée par la Marine américaine depuis les années 1950 de l'explosion d'une mine, aucun combat avec un sous-marin allié ne figurant dans les archives allemandes. Le Casabianca coule un chasseur de sous-marin entre les caps Cépet et Sicié le 22 décembre 1943. Quelques jours plus tard, il torpille le cargo Ghisone, qui parvient à rentrer à Toulon. Le 9 juin 1944, le Casabianca attaque au canon et à la torpille un chasseur de sous-marins allemand, devant le cap Camarat, sans parvenir à l'endommager sérieusement. Le sous-marin, surnommé « le sous-marin fantôme » par les Allemands, se voit attribuer le Jolly Roger par la 8e flottille en 1943.
En décembre 1942, un accord entre les autorités américaine et française prévoit le transfert tour à tour aux États-Unis des 1 500 tonnes afin de les moderniser, leur conception ayant alors près de vingt ans. Les moteurs sont intégralement révisés, les batteries changées, la coque épaisse et les barres de plongée renforcées. Certains ballasts sont transformés en soutes à combustible, pour augmenter l'autonomie des navires. De gros efforts sont faits sur une meilleure insonorisation des sous-marins. Ils se voient également équipés de radars, de systèmes d'écoute plus performants et d'un asdic, d'un nouveau loch et d'un bathythermographe. Les conditions de vie sont améliorées avec l'installation de l'air conditionné et d'un réfrigérateur. Le kiosque est modifié, avec la suppression d'une partie importante de l'abri de navigation, remplacé par un nouvel affût anti-aérien Oerlikon. Les derniers mats télescopiques sont définitivement retirés. L'Archimède quitte Dakar le 8 février 1943 pour Philadelphie, où il reste près d'un an. Les travaux commencent au mois de mai au Philadelphia Navy Yard. Ils sont compliqués par l'absence de plan détaillé du navire et de ses pièces. De plus, l'absence de standardisation entre les navires – par exemple, sur les quatre 1 500 tonnes, deux sont équipés de moteurs Sulzer et deux de moteurs Schneider – irrite les ingénieurs américains. Ils sont cependant impressionnés par la modernité de ces navires dont la conception a pourtant près de vingt ans. La refonte de l'Archimède achevée le 19 février 1944, il est remplacé dans les chantiers américains par Le Glorieux jusqu'en juillet, puis par Le Centaure du 2 juin au 18 décembre et enfin le Casabianca du 2 août 1944 au 30 mars 1945. Les deux dernières refontes ont été moins poussées que les deux premières. L'Argo, jugé trop fatigué pour une refonte complète, est transféré dans les écoles d'écoute sous-marine de New London puis de Key West.
À son retour des États-Unis, l'Archimède est utilisé pour des missions de surveillances et de renseignements entre mars et août 1944. En avril et en juin, il débarque et embarque plusieurs agents sur la côte catalane, près de Barcelone. Le 12 mai, il est attaqué par trois avions britanniques qui le prennent pour un U-Boot et il leur échappe en se réfugiant à 40 mètres de fond. Dans la nuit du 13 au 14 juillet, l'Archimède est repéré par le radar Wassermann du cap du Dramont et pris en chasse par trois vedettes anti-sous-marines qui le grenadent pendant trois heures. Le 16 juillet, il repère un petit convoi allemand et tire quatre torpilles sur un aviso qui est sauvé par son tirant d'eau plus faible que l'immersion des torpilles françaises à déclenchement mécanique. Le 10 août, les sous-marins sont retirés de la côte française, à l'approche du débarquement de Provence. La guerre sous-marine en Méditerranée est terminée. Le maigre bilan des sous-marins français s'explique par la réduction drastique du trafic allemand le long des côtes françaises en 1944 et l'interdiction qui leur était faite d'attaquer d'anciens cargos français.
Après le retour du Casabianca et de l'Argo au printemps 1945 en Afrique du Nord, les cinq 1 500 tonnes passent le reste de la guerre à l'entraînement à Oran dans l'attente d'un transfert dans le Pacifique qui ne viendra pas en raison de la capitulation du Japon le 2 septembre 1945. Sur les vingt-neuf sous-marins engagés en 1939, vingt-quatre ont été coulés ou sabordés pendant la guerre. Le Casabianca a reçu la médaille de la Résistance avec rosette et la fourragère de la Légion d'honneur ; Le Glorieux la médaille de la Résistance.

### Après-guerre

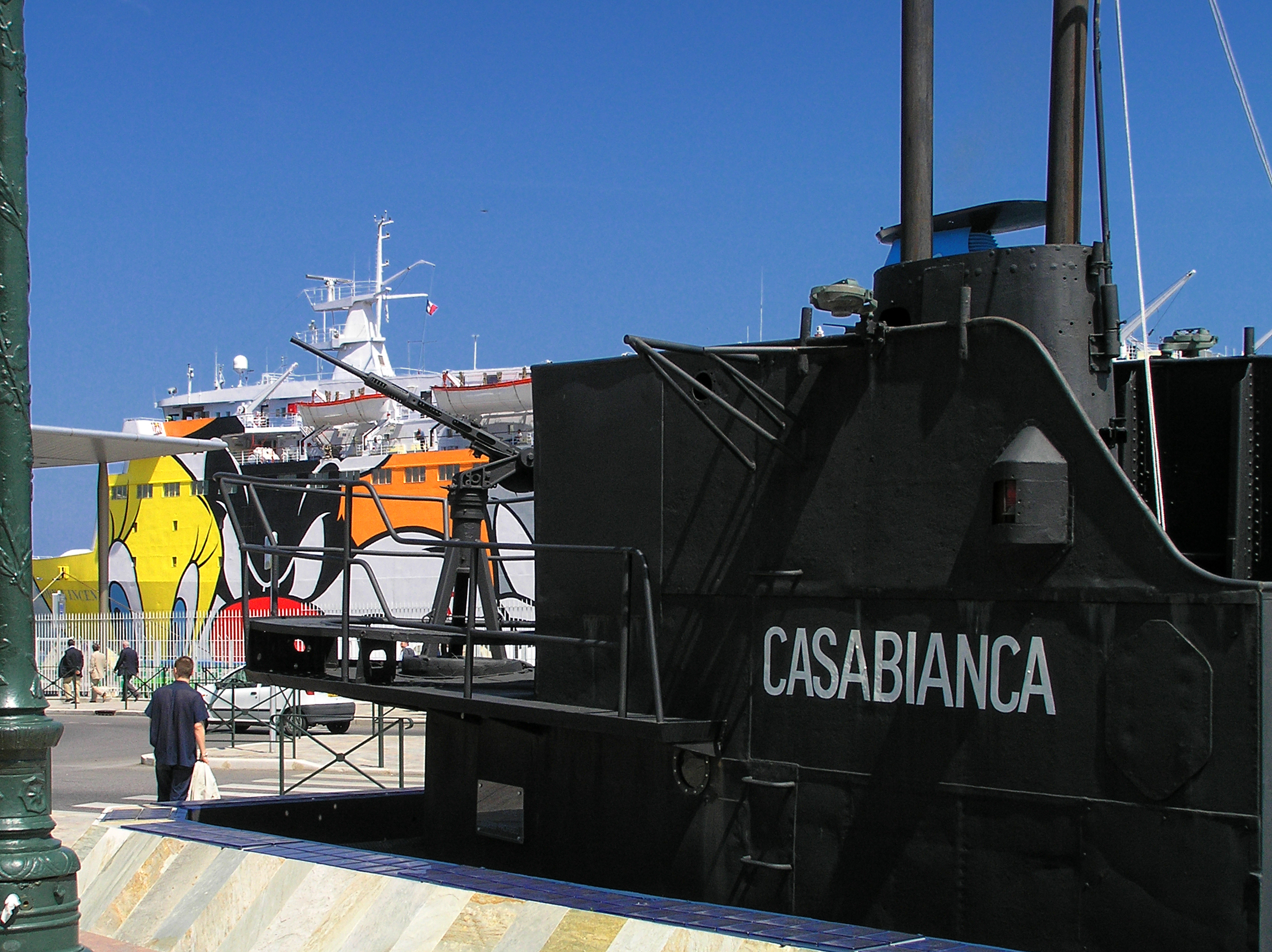
Kiosque du Casabianca, à Bastia.

Le Pégase est désarmé à Saïgon par les Japonais le 1er janvier 1944 puis sabordé le 9 mars 1945. Il est renfloué en septembre suivant mais il est condamné en 1950 sans avoir repris de service. L'année suivante, il est échoué sur un banc de sable à l'embouchure du Bassac, dans le delta du Mékong, pour servir d'amer. Trop vétuste, l'Argo est désarmé en avril 1946.
Les quatre derniers 1 500 tonnes servent à l'entraînement des nouveaux équipages sous-mariniers et de destroyers dans les écoles d'écoutes. Le Casabianca et Le Centaure effectuent une longue croisière en 1946 le long des côtes africaines puis regagnent Brest en janvier 1947. Le grand carénage prévu des deux sous-marins est annulé en juin et ils sont placés en réserve spéciale le 1er décembre 1947 avant d'être désarmés le 12 février 1952 pour le Casabianca et le 19 juin 1952 pour Le Centaure. L'Archimède et Le Glorieux entrent en grand carénage à Cherbourg en janvier 1946 pour une durée de dix mois. Comme à Philadelphie, les équipements des navires sont entièrement vérifiés, réparés ou remplacés. Après leurs essais, ils sont basés en janvier 1947 à Brest puis effectuent une croisière de quatre mois en Afrique en compagnie du U-2518, U-Boot type XXI versé à la Marine nationale, afin d'en évaluer les capacités. De 1947 à 1949, les deux 1 500 tonnes procèdent à de très nombreux entraînements à Brest puis à Toulon. L'Archimède est placé en réserve spéciale le 31 août 1949 puis désarmé le 19 février 1952. Le Glorieux est utilisé en 1949 pour le tournage du film Casabianca puis est mis en réserve l'année suivante. Le dernier 1 500 tonnes est désarmé le 27 octobre 1952.
Les 1 500 tonnes sont remplacés au sein de la Marine nationale par des sous-marins allemands, comme le U-2518 devenu le Roland Morillot, ou britanniques (classe S). Les premiers sous-marins conçus en France après la Seconde Guerre mondiale sont la classe Narval, mise en service à partir de 1957. Les quatre coques sont mises à la ferraille en 1956. En 1953, le kiosque du Casabianca est installé dans la cour de l'ancien palais des gouverneurs de Bastia pour devenir un monument commémoratif. En raison de son délabrement, une réplique forgée à l'identique a été réalisée en 2002 et placée en octobre 2003 sur la place Saint-Nicolas à Bastia.

## Liste des sous-marins
| Nom (N° de construction) Tranche annuelle – Type | Lancement Chantier                    | Entrée en service Port d'attache | Sort final |
| ------------------------------------------------ | ------------------------------------- | -------------------------------- | --- |
| Redoutable (Q136) Tranche 1924 – M5              | 24 février 1928 Cherbourg             | 10 juillet 1931 Cherbourg        | Sabordé à Toulon le 27 novembre 1942, renfloué puis coulé par bombardement le 11 mars 1944.                                 |
| Vengeur (Q137) Tranche 1924 – M5                 | 1er septembre 1928 Cherbourg          | 18 décembre 1931 Cherbourg       | Sabordé à Toulon le 27 novembre 1942.                                                                                       |
| Pascal (Q138) Tranche 1925 – M6                  | 19 juillet 1928 Brest                 | 10 septembre 1931 Brest          | Sabordé à Toulon le 27 novembre 1942, renfloué puis coulé par bombardement le 11 mars 1944.                                 |
| Pasteur (Q139) Tranche 1925 – M6                 | 19 août 1928 Brest                    | 1er septembre 1932 Brest         | Sabordé à Brest le 18 juin 1940.                                                                                            |
| Henri Poincaré (Q140) Tranche 1925 – M6          | 10 avril 1929 Lorient                 | 23 décembre 1931 Lorient         | Sabordé à Toulon le 27 novembre 1942, renfloué puis démantelé à La Spezia le 9 septembre 1943.                              |
| Poncelet (Q141) Tranche 1925 – M6                | 10 avril 1929 Lorient                 | 1er septembre 1932 Lorient       | Coulé par le HMS Milford au large du Gabon le 7 novembre 1940, après l'évacuation de l'équipage, hormis le commandant.      |
| Archimède (Q142) Tranche 1925 – M6               | 6 septembre 1930 Caen                 | 22 décembre 1932 Cherbourg       | Démantelé le 19 février 1952.                                                                                               |
| Fresnel (Q143) Tranche 1925 – M6                 | 8 juin 1929 Saint-Nazaire – Penhoët   | 22 février 1932 Brest            | Sabordé à Toulon le 27 novembre 1942.                                                                                       |
| Monge (Q144) Tranche 1925 – M6                   | 25 juin 1929 La Seyne                 | 19 juin 1932 Toulon              | Coulé le 8 mai 1942 pendant la bataille de Madagascar.                                                                      |
| Achille (Q147) Tranche 1926 – M6                 | 28 mai 1930 Brest                     | 29 juin 1933 Brest               | Sabordé à Brest le 18 juin 1940.                                                                                            |
| Ajax (Q148) Tranche 1926 – M6                    | 28 mai 1930 Brest                     | 1er février 1934 Brest           | Touché par le HMS Fortune puis sabordé après l'évacuation de l'équipage, lors de la bataille de Dakar le 24 septembre 1940. |
| Actéon (Q149) Tranche 1926 – M6                  | 10 avril 1929 Saint-Nazaire – Loire   | 18 décembre 1931 Brest           | Coulé au large d'Oran par le HMS Westcott le 8 novembre 1942 à 21 h 11, corps et biens.                                     |
| Achéron (Q150) Tranche 1926 – M6                 | 6 août 1929 Saint-Nazaire – Loire     | 22 février 1932 Brest            | Sabordé à Toulon le 27 novembre 1942.                                                                                       |
| Argo (Q151) Tranche 1926 – M6                    | 11 avril 1929 Nantes                  | 12 février 1933 Brest            | Démantelé le 26 avril 1946.                                                                                                 |
| Prométhée (Q153) Tranche 1927 – M6               | 23 octobre 1930 Cherbourg             | –                                | Coulé par accident le 7 juillet 1932 lors de ses essais.                                                                    |
| Persée (Q154) Tranche 1927 – M6                  | 23 mai 1931 Caen                      | 10 juin 1934 Cherbourg           | Coulé lors de la bataille de Dakar le 23 septembre 1940.                                                                    |
| Protée (Q155) Tranche 1927 – M6                  | 31 juillet 1930 La Seyne              | 1er novembre 1932 Toulon         | Coulé par une mine vers le 20 décembre 1943 au large de Cassis.                                                             |
| Pégase (Q156) Tranche 1927 – M6                  | 28 juin 1930 Saint-Nazaire – Loire    | 19 juin 1932 Brest               | Désarmé le 1er janvier 1944 à Saïgon puis sabordé le 9 mars 1945.                                                           |
| Phénix (Q157) Tranche 1927 – M6                  | 12 avril 1930 Nantes                  | 21 octobre 1932 Brest            | Coulé par accident le 15 juin 1939 dans les eaux indochinoises.                                                             |
| L'Espoir (Q167) Tranche 1929 – M6                | 18 juillet 1931 Cherbourg             | 1er février 1934 Cherbourg       | Sabordé le 27 novembre 1942 à Toulon.                                                                                       |
| Le Glorieux (Q168) Tranche 1929 – M6             | 29 novembre 1932 Cherbourg            | 1er juin 1934 Cherbourg          | Démantelé le 27 octobre 1952.                                                                                               |
| Le Centaure (Q169) Tranche 1929 – M6             | 14 octobre 1932 Brest                 | 1er janvier 1935 Brest           | Démantelé le 19 juin 1952.                                                                                                  |
| Le Héros (Q170) Tranche 1929 – M6                | 14 octobre 1932 Brest                 | 12 septembre 1934 Brest          | Coulé le 7 mai 1942 lors de la bataille de Madagascar.                                                                      |
| Le Conquérant (Q171) Tranche 1929 – M6           | 26 juin 1934 Saint-Nazaire – Penhoët  | 7 septembre 1936 Brest           | Coulé le 13 novembre 1942 au large du Maroc.                                                                                |
| Le Tonnant (Q172) Tranche 1929 – M6              | 15 décembre 1934 La Seyne             | 1er juin 1937 Toulon             | Sabordé à Cadix le 15 novembre 1942.                                                                                        |
| Agosta (Q178) Tranche 1930 – M6                  | 30 avril 1934 Cherbourg               | 1er février 1937 Cherbourg       | Sabordé à Brest le 18 juin 1940.                                                                                            |
| Bévéziers (Q179) Tranche 1930 – M6               | 14 octobre 1935 Cherbourg             | 4 juin 1937 Cherbourg            | Coulé le 5 mai 1942 lors de la bataille de Madagascar.                                                                      |
| Ouessant (Q180) Tranche 1930 – M6                | 30 novembre 1936 Cherbourg            | 1er janvier 1939 Cherbourg       | Sabordé à Brest le 18 juin 1940.                                                                                            |
| Sidi-Ferruch (Q181) Tranche 1930 – M6            | 9 juillet 1937 Cherbourg              | 1er janvier 1939 Cherbourg       | Coulé le 11 ou 13 novembre 1942.                                                                                            |
| Sfax (Q182) Tranche 1930 – M6                    | 6 décembre 1934 Saint-Nazaire – Loire | 7 septembre 1936 Brest           | Torpillé par le U-Boot U-37 le 19 décembre 1940.                                                                            |
| Casabianca (Q183) Tranche 1930 – M6              | 2 février 1935 Saint-Nazaire – Loire  | 1er janvier 1937 Brest           | Démantelé le 12 février 1952.                                                                                               |

## Victoires
| Date              | Sous-marin | But                             | Remarques                                         |
| ----------------- | ---------- | ------------------------------- | ------------------------------------------------- |
| 28 septembre 1939 | Poncelet   | Chemnitz (5 522 tonneaux)       | Arraisonné au sud de l'île de Faial (Açores).     |
| 25 septembre 1940 | Bévéziers  | HMS Resolution                  | Avarié devant le cap Manuel, près de Dakar.       |
| 17 novembre 1941  | Le Héros   | Thode Fagelund (5 750 tonneaux) | Coulé au large d'East London en Afrique du Sud.   |
| 22 décembre 1943  | Casabianca | UJ-6076                         | Coulé devant le cap Sicié, près de Toulon.        |
| 28 décembre 1943  | Casabianca | Ghisone (6 168 tonneaux)        | Avarié devant le cap Camarat, près de Ramatuelle. |

## Filmographie
Le film Casabianca, réalisé par Georges Péclet et sorti en 1951, retrace les actions du sous-marin du même nom. Jean Vilar interprète le rôle du commandant Jean L'Herminier. Le Glorieux est utilisé pour le tournage, en remplacement du Casabianca déjà désarmé.